# 山田文七
山田 文七（やまだ ぶんしち）は、愛知県稲沢市の名跡。

## 歴史
山田文七家は美濃路の稲葉宿にある。稲葉宿で名跡となっている家には、山田市三郎家、山田文七家、山田藤吉家があり、明治時代から昭和時代まで当主は代々名跡を襲名した。山田文七家のはす向かいには山田市三郎家があり、江戸時代の山田市三郎家は尾張藩の為替御用達（大名貸）を勤めていた。

### 6代目山田文七
明治期の山田文七は、株式会社稲沢銀行（→東海銀行→三菱UFJ銀行）、稲沢電気株式会社（後の稲沢電灯株式会社→東邦電力→中部電力）、稲沢織布の創業者に名を連ねた。山田文七家は1881年（明治14年）に建てられたとされ、屋根瓦には「山文」の屋号が刻まれている。

### 7代目山田文七
1897年（明治30年）11月20日、岐阜県稲葉郡北長森村水海道1554（現・岐阜市水海道）に、後の7代目山田文七が生まれた。岐阜市立岐阜商業学校を卒業後、22歳の時に6代目山田文七の婿養子となり、山田文七邸に開設された村瀬銀行の幹部を務めると、1940年（昭和15年）8月には稲沢町会議員に就任した。
1947年（昭和22年）4月5日の第1回統一地方選挙において、7代目山田文七は稲沢町長に就任した。1947年（昭和22年）12月には稲沢町に診療所を開設し、1948年（昭和23年）8月25日には稲沢町国民健康組合稲沢病院（現・稲沢市民病院）を開設した。1949年（昭和24年）2月22日、病気のために稲沢町長を退任した。1959年（昭和34年）9月14日に61歳で死去した。墓所は宝光寺。

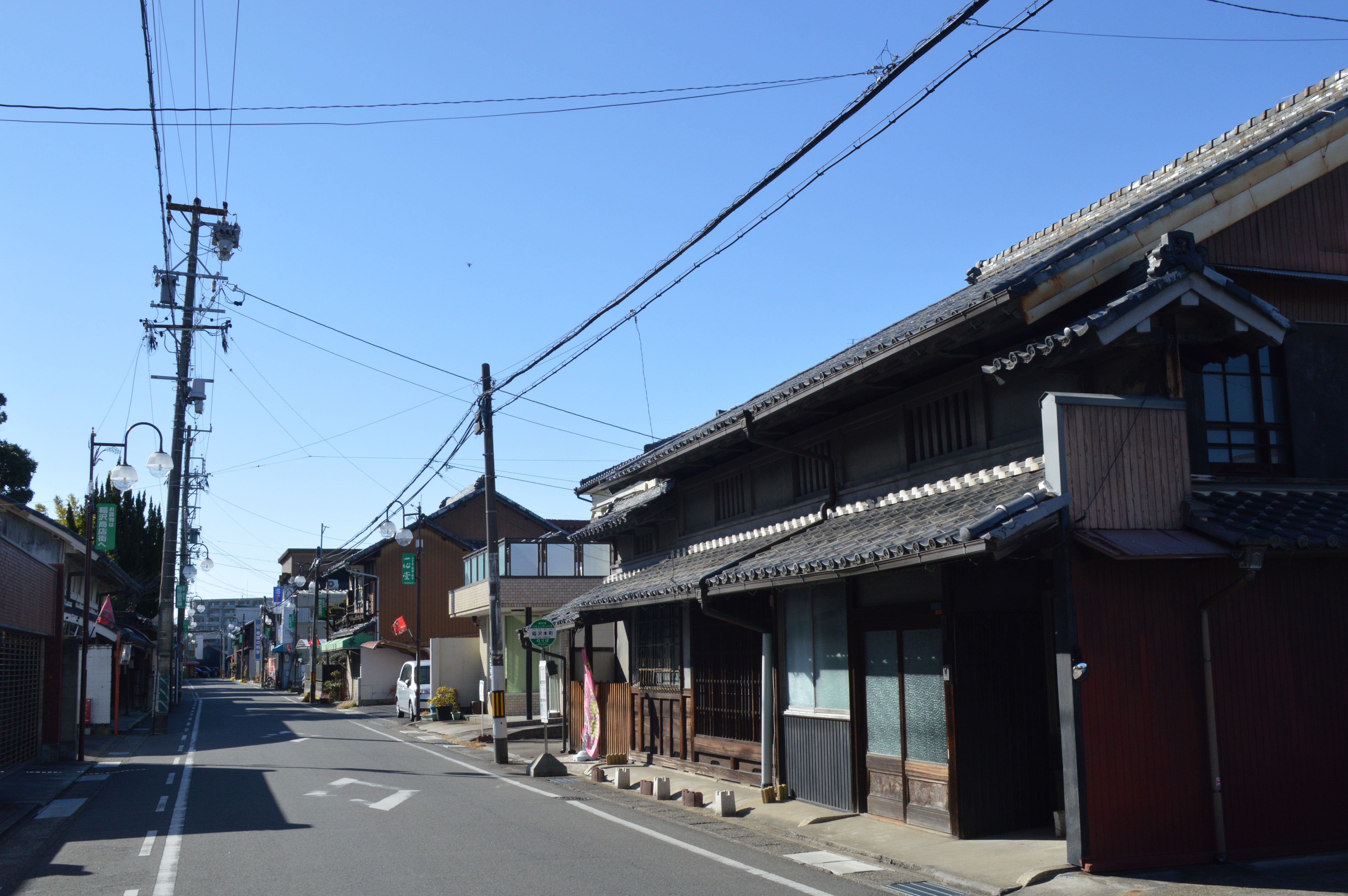
山田文七家と旧稲葉宿の街並み
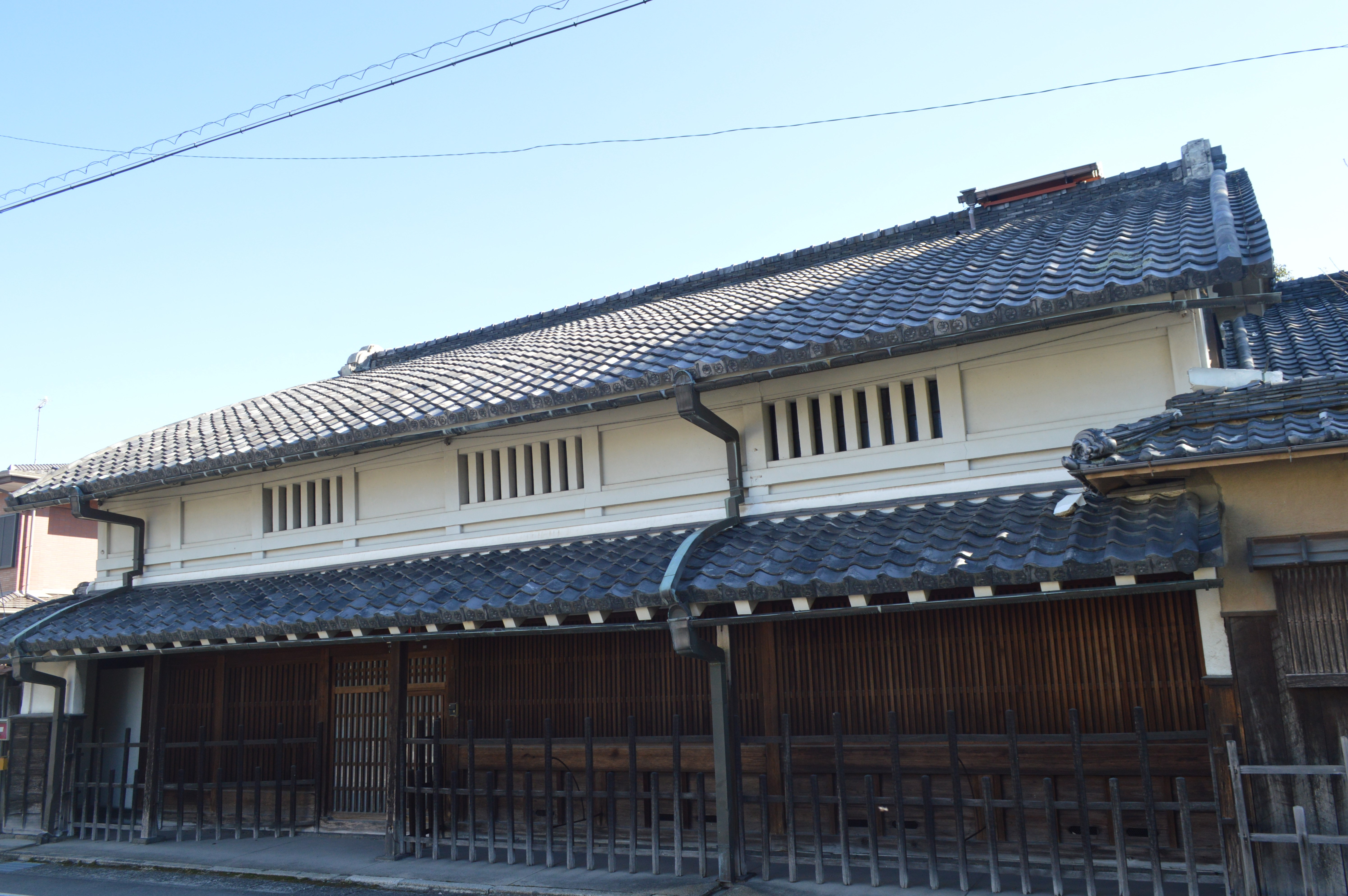
はす向かいにある山田市三郎家